# شون بروت
شون بروت (بالإنجليزية: Shaun Pruitt)‏ مواليد 22 نوفمبر 1985 في شيكاغو، هو لاعب كرة سلة أمريكي. بدأ مسيرته الاحترافية في سنة 2008. يبلغ طوله 6 قدم 10 بوصة (2.1 م). لعب كرة السلة الجامعية في جامعة إلينوي في إربانا-شامبين.

## المسيرة الاحترافية
لعب مع نادي فينتسبيلس لكرة السلة في سنة 2009، ثم لعب مع فوجيان سترجيونز في الدوري الصيني في سنة 2009، ثم لعب مع تروتاموندوس دي كارابوبو في سنة 2012.

## روابط خارجية
- شون بروت على موقع كرة السلة الأوروبية.كوم (الإنجليزية)
- شون بروت على موقع كلية كرة السلة في سبورتس رفرنس.كوم (الإنجليزية)
- شون بروت على موقع ريلجم (الإنجليزية)
- شون بروت على موقع بروبوليرز (الإنجليزية)